# Panteão de Galegos Ilustres

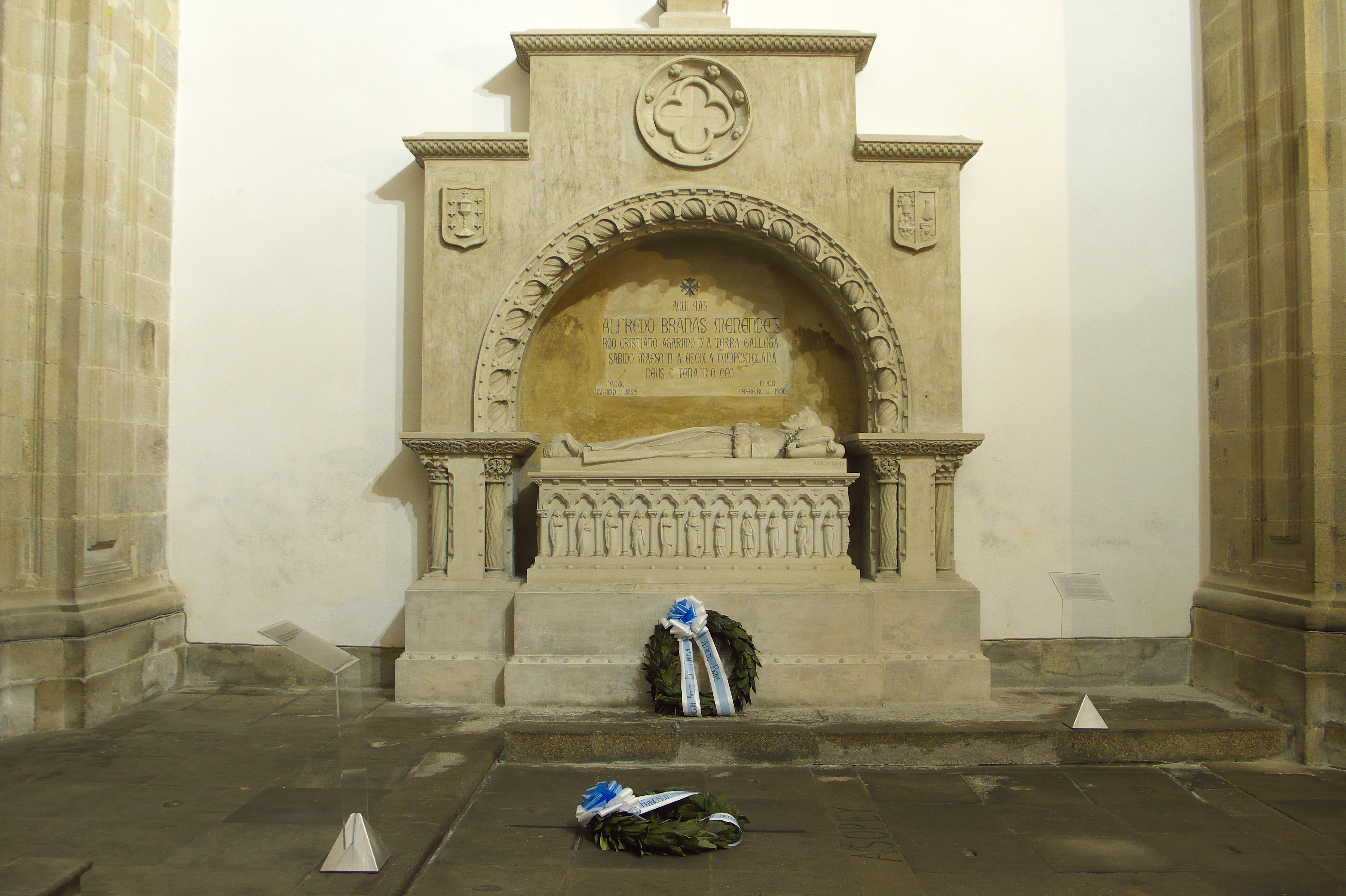
Sepulcro de Alfredo Brañas

O Panteão de Galegos Ilustres encontra-se na igreja do convento de São Domingos de Bonaval, em Santiago de Compostela. Toda a igreja é um panteão, ainda que sob ela seja usada a Capela da Visitação (ou de São Domingos em Suriano) e a Capela do Santo Cristo. Nele repousam os restos de galegos ilustres como a poeta Rosalía de Castro, o político regionalista Alfredo Brañas, o escultor Francisco Asorey, o poeta Ramón Cabanillas, o geógrafo Domingo Fontán e o artista e político nacionalista Alfonso Daniel Rodríguez Castelao.
A ideia foi proposta inicialmente pelos emigrantes galegos em Cuba.

## História e características
Neste lugar descansam os restos de várias personagens galegas da máximo relevo. A primeira a ser transferida para ali foi Rosalía de Castro, a 25 de maio de 1891, seis anos depois da sua morte e transferida do cemitério de Adina (em Iria Flávia, Padrón). O seu mausoléu é obra de Jesús Landeira Iglesias.
O seguinte foi Alfredo Brañas, em 1906, colocado face a Rosalía, com o intuito de fortalecer um projecto de mausoléu para pessoas destacadas da Galiza. Em 1961 foi enterrado o escultor Francisco Asorey, o chamado escultor da raça, enterrado directamente no panteão, e a 12 de agosto de 1967, Ramón Cabanillas, que foi transferido do cemitério de Cambados.
A 28 de junho de 1984 o panteão recebeu os restos do político e escritor Alfonso Daniel Rodríguez Castelao, que fora transferido de Buenos Aires onde morreu em 1950. O seu mausoléu encontra-se numa capela anexa à principal, a do Santo Cristo, que é a mais antiga da igreja.
Finalmente, em 1988 foi enterrado o intelectual e cartógrafo Domingo Fontán, transferido do Cemitério Geral de Santiago. Tanto este como Cabanillas foram enterrados no chão da capela.